# Ramon Lundqvist
Ramon Pascal Lundqvist (* 10. Mai 1997 in Algutsrum) ist ein schwedischer Fußballspieler. Er steht derzeit bei IFK Göteborg unter Vertrag. Des Weiteren lief er für schwedische Nachwuchsnationalmannschaften auf.

## Karriere

### Verein
Lundqvist spielte bis 2009 für Trekantens IF und wechselte danach in die Jugendmannschaften von Kalmar FF. 2013 schloss er sich der Nachwuchsakademie des niederländischen Erstligisten PSV Eindhoven an. Am 10. September lief Lundqvist beim 4:0-Sieg am fünften Spieltag der Eredivisie-Saison 2016/17 im Auswärtsspiel gegen NEC erstmals im Profifußball auf. Zum Ende der Saison wurde Lundqvist mit den Eindhovenern Vizemeister, wobei er auch aufgrund von Knieproblemen in lediglich zwei Partien zum Einsatz kam. Auch eine Saison später lief er – erneut auch verletzungsbedingt – nicht für die Profis auf und absolvierte lediglich zehn Einsätze für die Reservemannschaft (ein Tor); die Profis wurde zum Saisonende niederländischer Meister. Bis zum Jahr 2019 kam er zu keinem weiteren Einsatz für die Profimannschaft in der Eredivisie. Er wechselte daraufhin zunächst zu NAC Breda. Im Juni 2019 unterschrieb er beim FC Groningen. Für die Saison 2021/22 wurde der Schwede an Panathinaikos Athen ausgeliehen.
Im März 2023 wurde Lundqvist an zum norwegischen Erstligisten Sarpsborg 08 FF transferiert. Von dort wechselte er im Januar 2024 zum türkischen Klub Göztepe Izmir. Im Sommer 2024 unterschrieb Lundqvist schließlich einen mehrjährigen Vertrag bei IFK Göteborg.

### Nationalmannschaft
Lundqvist absolvierte 14 Einsätze für die schwedische U-17-Nationalmannschaft und neun für die U-19-Nationalmannschaft, dort gelang ihm jeweils ein Tor.